# Caldo de Indianilla
El caldo de Indianilla es un plato originario de la colonia Doctores (antiguamente llamada Indianilla) de la Ciudad de México. Es un caldo hecho a base de pollo, garbanzo, arroz, cebolla y zanahoria.
De acuerdo con la Academia Mexicana de la Lengua el caldo de Indianilla es un caldo de gallina con cebolla y ajo.

## Historia
La Indianilla fue una extensión de tierra que recibió su nombre debido a que se formó con las propiedades pertenecientes a de tres mujeres indígenas, quienes a finales del siglo XVII le vendieron dichos terrenos ubicados al sur de la Garita de Belén al sacerdote Domingo Pérez de Barcia quien fundó el colegio de Belén en el límite norte de la propiedad consolidada. Para 1898, algunos de los terrenos fueron adquiridos para los establecer los patios y talleres destinados a la reparación de los nuevos tranvías eléctricos, que el presidente Porfirio Díaz implementaría en 1900, este conjunto fue conocido como los talleres de Indianilla. 
Para 1889 se fraccionó el resto de los terrenos para fundar una colonia, al proyecto original se le llamó colonia de la Indianilla, pero finalmente fue fundada como colonia Hidalgo. Para 1905 se estableció en la zona el Hospital General y las calles fueron nombradas en honor a médicos mexicanos destacados, y el nombre de la colonia cambió a colonia Doctores, el cual conserva actualmente. 
Para dar servicio a los conductores de tranvías entre las dos o tres de la mañana, se establecieron alrededor de los talleres de la Indianilla algunos puestos que vendían caldo de pollo. Con el tiempo, la fama de los caldos fue creciendo y ya no solo los visitaban los tranviarios, sino gente de todos los rumbos de la ciudad y de muy diversas condiciones sociales y económicas
Al respecto del surgimiento de los caldos la cronista Ángeles González Gamio menciona: 

Los expendios surgieron alrededor de las instalaciones de los tranvías de mulitas, que nacieron en 1840 y que en 1900, para festejar el Centenario de la Independencia, Porfirio Díaz mandó modernizar cambiándolos por tranvías eléctricos. Esto dio lugar al establecimiento de estaciones equipadas con colosales transformadores y generadores de sólido hierro e igualmente enormes filtros piramidales de ladrillo, equipo necesario para generar la electricidad que requería el nuevo transporte capitalino, lo máximo de la modernidad...

Los conductores del último turno solían acabar tarde en la noche, y en la madrugada se iniciaban las nuevas corridas. Para atender a esta población nocturna, una señora instaló un sencillo puesto para venderles caldo de gallina con garbanzos y arroz. Tuvo tal éxito que las vecinas siguieron su ejemplo y así nacieron los famosos caldos de Indianilla, adonde acudían los noctámbulos de la ciudad a tomarse un caldito caliente después de la fiesta.

A mediados de los años 80 desaparecieron los tranvías y los talleres de Indianilla se convirtieron en archivo, para ese entonces la popularidad de los caldos ya había desbordado la colonia Doctores, la receta se había estandarizado y en varias partes de la ciudad se ofrecía el caldo Indianilla en puestos callejeros, locales establecidos, o bien incorporado a la carta de restaurantes. Al igual que el caldo Tlalpeño, el caldo de Indianilla pasó de ser el nombre de un lugar a denominar a un platillo típico de la cocina mexicana